# Gaye Tuchman
Gaye Tuchman (geboren 4. Februar 1943) ist eine US-amerikanische Medienwissenschaftlerin.

## Leben
Gaye Tuchman wuchs in einer jüdischen Handwerkerfamilie in Passaic in New Jersey auf. Sie studierte Englisch und Amerikanische Literatur an der Brandeis University mit einem Bachelorabschluss im Jahr 1964. Danach studierte sie an der Brandeis University Soziologie, machte 1967 einen Magisterabschluss und wurde 1969 mit der Dissertation News, the Newsman’s Reality promoviert. Sie forschte als Medientheoretikerin.
Tuchman begann 1969 als Assistenzprofessorin an der State University of New York at Stony Brook und war dort die erste Frau im Lehrkörper. Von 1972 bis 1990 arbeitete sie als Soziologieprofessorin am Queens College. Danach ging sie an die University of Connecticut, wo sie 2012 emeritiert wurde.
Tuchman war 1969 Mitgründerin und wurde zeitweise Vizepräsidentin von „Sociologists for Women in Society“. In der American Sociological Association war sie Mitglied im Beirat.

## Schriften (Auswahl)
- Making news: a study in the construction of reality. New York: Free Press, 1978
- Gaye Tuchman, Arlene Kaplan Daniels, James Benet (Hrsg.): Hearth and home: images of women in the mass media. New York : Oxford Univ. Press, 1978
- Gaye Tuchman, Nina E. Fortin: Edging Women Out: Victorian Novelists, Publishers, and Social Change. London: Routledge, 1989
- Qualitative methods in the study of news, in: Klaus Bruhn Jensen, Nicholas W. Jankowski (Hrsg.): A handbook of qualitative methodologies for mass communication research. New York : Routledge, 1991
- Kaddish and Renewal, in: Ann Goetting, Sarah Fenstermaker (Hrsg.): Individual voices, collective visions : fifty years of women in sociology. Philadelphia: Temple University Press, 1995, S. 303–318
- Wannabe U: Inside the Corporate University. University of Chicago Press, 2009